# Forbidden Planet
Forbidden Planet is een Amerikaanse sciencefictionfilm uit 1956 onder regie van Fred M. Wilcox. Het verhaal vertoont enige analogie met het toneelstuk The Tempest van William Shakespeare.

## Trendsetter
"Forbidden Planet" bleek een trendsetter voor een nieuw filmgenre. Het is de eerste grote sciencefictionfilm die zich diep in het heelal op een onbekende planeet afspeelt. Ook was het de eerste film waarin een robot met een sterk uitgewerkt karakter voorkwam, evenwaardig met de overige hoofdpersonages in de film: Robby the Robot. Het pak van Robby was te duur voor slechts één film en zou later nog in andere films gebruikt worden.

## Synopsis
Het verhaal speelt in het begin van de 23e eeuw. Een groep ruimtevaarders vliegt met de vliegende schotel C57-D naar de planeet Altair 4. Ze moeten hier achterhalen wat er met de bemanning van het ruimteschip de Bellerophon is gebeurd die hier twintig jaar eerder heen gestuurd is om een kolonie te stichten. Als ze in de buurt komen, leggen ze radiocontact met Dr. Edward Morbius op de planeet. Hij waarschuwt hen direct terug te keren omdat ze in groot gevaar verkeren.
Eenmaal geland ontmoeten de crewleden Robby the robot, een intelligente robot die ze naar het huis van Dr. Morbius brengt. Morbius vertelt ze dat de hele bemanning van de Bellerophon destijds is gedood door een onzichtbare kracht. Alleen Morbius, zijn vrouw en zijn dochter, Altaira, hebben het overleefd. Ook het schip is volledig verdampt. De vrouw van Morbius is later een natuurlijke dood gestorven. Morbius vreest dat de bemanning van de C57-D hetzelfde lot te wachten staat.
Morbius heeft jarenlang onderzoek gedaan naar de Krell, een technologisch ver gevorderde beschaving. De bewoners zijn destijds zelfs naar de Aarde gereisd. De beschaving is 200.000 jaar daarvoor opeens in slechts één nacht volledig verdwenen. Wel heeft Morbius een apparaat ontdekt, de plastic educator, waarmee je je intelligentie kunt vergroten. Het apparaat is wel gevaarlijk. Je kunt er gemakkelijk door sterven. Door het gebruik van dit apparaat heeft Morbius de robot Robby kunnen bouwen. Ook staat er een machine, zo groot als een stad, die 200.000 jaar stand-by heeft gestaan en zichzelf al die tijd heeft onderhouden. Morbius snapt niet waar deze machine voor dient.
Tijdens het verblijf op de planeet wordt de bemanning meerdere malen aangevallen door een onzichtbare, onverslaanbare kracht. Er ontstaat een romance tussen Altaira en commandant John Adams. Ook dit lijkt de onzichtbare kracht kwaad te maken. Een van de crewleden, Doc Ostrow, maakt stiekem gebruik van de plastic educator. Net voordat hij sterft, ontdekt hij dat de machine in staat is de dromen van mensen waar te maken. Hij weet dit nog net aan Adams te melden.
Adams confronteert Morbius met dit gegeven. Morbius moet 20 jaar geleden onbewust contact hebben gemaakt met de machine en aangezien hij het liefst samen met zijn dochter leeft om rustig onderzoek te doen naar de Krell heeft hij onbedoeld de bemanning van de Bellerophon gedood. Als Altaira vertelt dat ze verliefd is op Adams komt het monster terug. Ze trekken zich terug in de beveiligde woning van Morbius maar het monster komt toch binnen. Morbius geeft aan Robby de opdracht het monster tegen te houden maar Robby doorziet dat hij dit alleen kan doen door Morbius te doden en slaat op tilt. Morbius accepteert eindelijk de waarheid. Hij probeert het monster tegen te houden maar raakt dodelijk gewond. Hierdoor verdwijnt het monster wel meteen. Morbius wijst een hendel aan waarmee de machine vernietigd kan worden en daarmee de hele planeet. De crew, Altaira en Robby vluchten in de vliegende schotel en zien van een grote afstand hoe de hele planeet vernietigd wordt.

## Rolverdeling

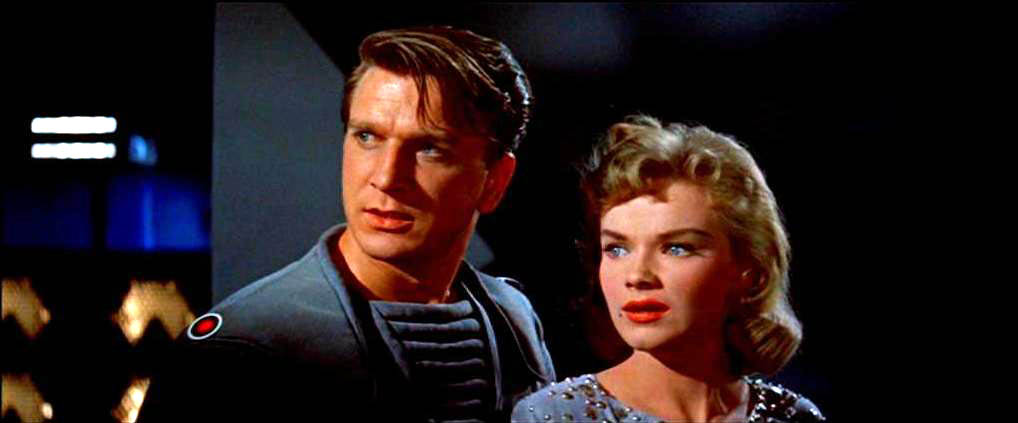
Leslie Nielsen en Anne Francis in Forbidden Planet

| Acteur           | Personage                 |
| ---------------- | ------------------------- |
| Walter Pidgeon   | Dr. Edward Morbius        |
| Anne Francis     | Altaira Morbius           |
| Leslie Nielsen   | Kommandant John. J. Adams |
| Warren Stevens   | Lt. ostrow                |
| Jack Kelly       | Lt. Jerru Farman          |
| Richard Anderson | Quinn                     |
| Earl Holliman    | James Dirocco             |

## Trivia
- Forbidden Planet was de eerste grote rol voor Leslie Nielsen. Hij zou in latere jaren eerder beroemd worden om zijn rollen in slapstickfilms.
- Met Altair 4, wordt de vierde planeet van de ster Altair bedoeld. Dit is een echte ster die zich op 16 lichtjaar van de Zon bevindt.
- Robby de robot houdt zich aan De drie wetten van de robotica van Isaac Asimov. Op het moment dat hij de onzichtbare kracht moet tegenhouden, kan dit alleen door Morbius te doden, waardoor Robby niet meer weet wat hij moet doen. Hij mag immers geen mensen doden maar ook niet toestaan dat mensen gedood worden.

- Bibliothèque nationale de France: cb14663832j (data)
- Gemeinsame Normdatei: 4998781-1
- Système universitaire de documentation: 159295203
- Virtual International Authority File: 199743133